# Peruviaanse peseta
De peseta was de kortstondige Peruviaanse valuta tussen 1880 en 1882. Eén peseta had de waarde van twee reales, terwijl vijf peseta's gelijk waren aan één sol. De sol bleef in gebruik en werd niet vervangen door de peseta.

## Munten
Zilveren munten ter waarde van één en vijf peseta werden in 1880 uitgegeven in Lima. In 1881 en 1882 werden vervolgens munten van vijf peseta uitgegeven in Ayacucho.

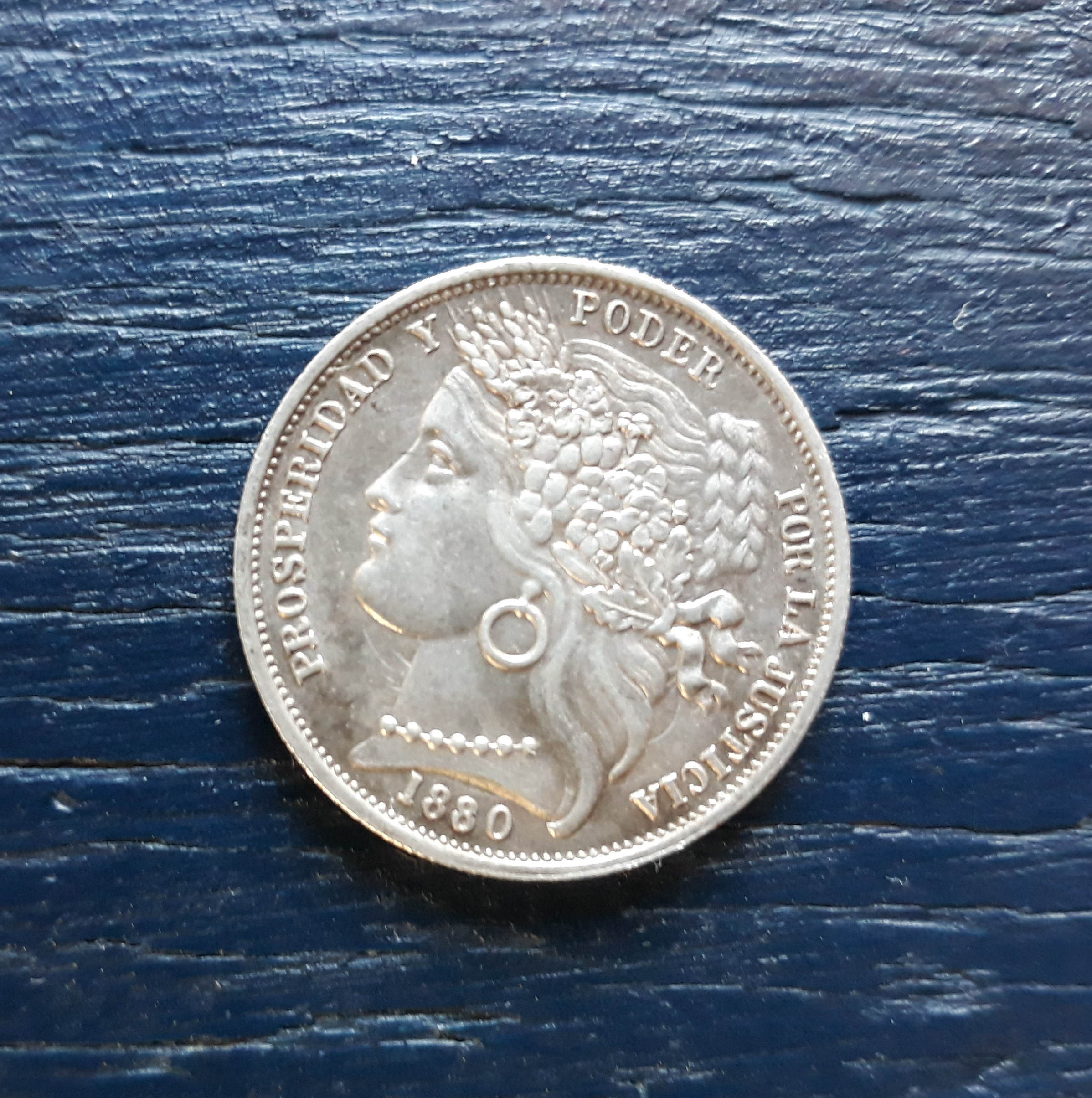
De voorkant van de 1 peseta-munt uit 1880
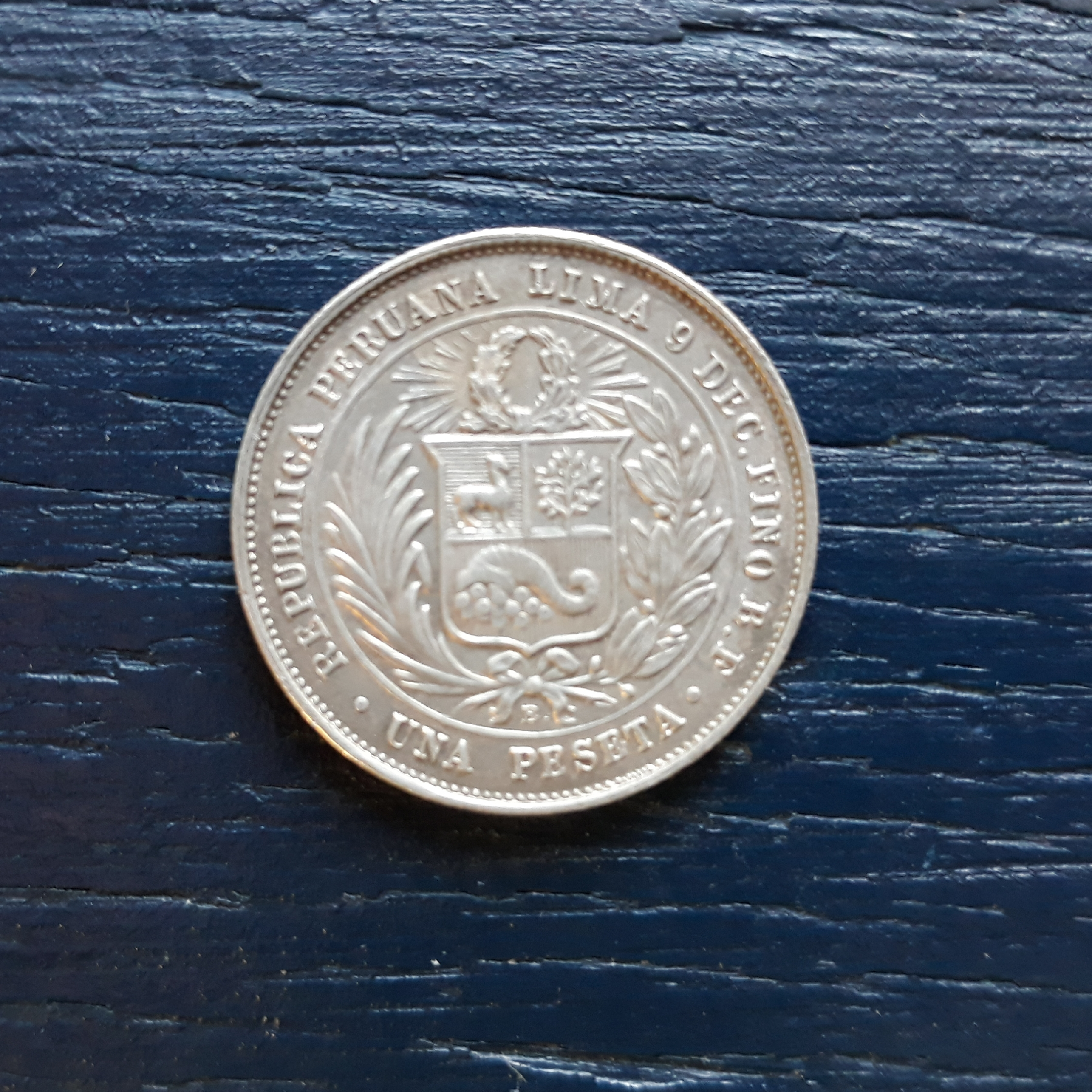
De achterkant van de 1 peseta-munt uit 1880